# دیدار دوباره در فرانسه
دیدار دوباره در فرانسه (انگلیسی: Reunion in France) فیلمی جنگی در سبک رمانتیک-دراماتیک، محصول مترو گلدوین مایر با بازی جوآن کراوفورد، جان وین و فیلیپ دورن و به کارگردانی جولز دسین و اوا گاردنر است که در سال ۱۹۴۲ منتشر شد.

## بازیگران
- جوآن کراوفورد
- جان وین
- فیلیپ دورن
- رجینالد اوئن
- آلبرت باسرمن
- جان کارادین
- مورونی اولسن
- هنری دانیل
- هوارد داسیلوا
- ادیث اوانسون
- ارنست دویچ
- اوا گاردنر
- چارلز آرنت
- گرتا میر
- هری کولکر
- جکلین وایت
- ژان دل وال
- لودویگ دونات
- مایکل ویزاروف
- ناتالی شیفر
- اودت میرتیل
- ویلیام ادموندز
- پل وایگل